# ماكس إميريش
ماكس إميريش (بالإنجليزية: Max Emmerich)‏ هو لاعب جمباز فني أمريكي، ولد في 1 يونيو 1879 في إنديانابوليس في الولايات المتحدة، وتوفي بنفس المكان في 29 يونيو 1956.

## وصلات خارجية
- ماكس إميريش على موقع أوليمبيديا (الإنجليزية)